# Holodactylus
Holodactylus es un género de geckos de la familia Eublepharidae. Se les suele denominar comúnmente "Geckos de garras" debido a la prominencia de estas estructuras en sus patas. 
Se encuentra en África ( Etiopía, Kenia, Somalia y Tanzania ). Son geckos terrestres con parpados funcionales (como todos los miembros de la subfamilia de Eublepharinae), presentan hábitos nocturnos y se alimentan de principalmente insectos. Las hembras ponen generalmente dos huevos de cáscara blanda que posteriormente son enterrados en el sustrato húmedo.

## Especies
Se reconocen las siguientes dos especies:
- Holodactylus africanus Boettger, 1893[3] - Gecko de garras africano.
- Holodactylus cornii Scortecci, 1930[4] - Gecko de garras de Somalia.